# Catedral de San Juan Bautista (Calama)
La Catedral de San Juan Bautista es el principal templo católico de la Diócesis de San Juan Bautista de Calama, en Chile. Se encuentra en pleno centro de la ciudad, frente a la plaza 23 de Marzo, y fue erigida por el Obispo de Antofagasta Monseñor Luis Silva Lezaeta en el año 1906.
En el año 2000 se cambió su techumbre, siendo recubierta con planchas de cobre extraído y procesado en Chuquicamata, mientras que su torre fue revestida con el mismo material de la mina Radomiro Tomic. La Catedral fue consagrada por Monseñor Cristián Contreras Molina el 11 de noviembre de 2001.